# Academia Polaca de Ciencias

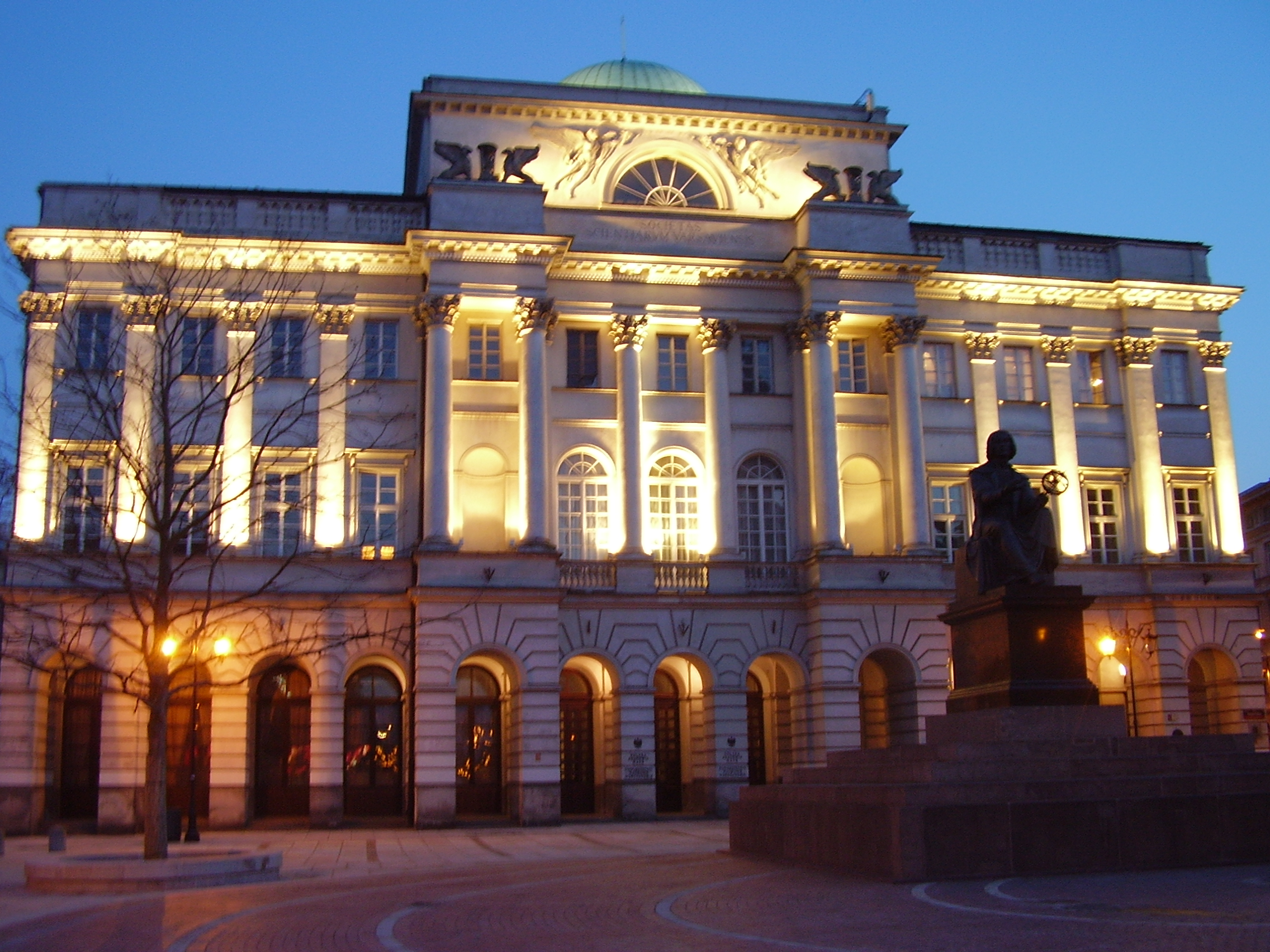
Varsovia durante la Pascua 2008

La Academia Polaca de Ciencias (en polaco: Polska Akademia Nauk, PAN), con sede en Varsovia, es la mayor academia de ciencias de Polonia. Es responsable de encabezar el desarrollo de la ciencia en todo el país por una sociedad de distinguidos académicos, así como una red de institutos de investigación. Fue establecida en 1951, durante el período temprano de la República Popular de Polonia después de la Segunda Guerra Mundial.

## Historia
La Academia Polaca de Ciencias es una institución polaca patrocinada por el Estado de educación superior, con sede en Varsovia, que fue establecida por la fusión de sociedades científicas anteriores, incluida la Academia Polaca de Artes y Ciencias (en polaco: Polska Akademia Umiejętności, abreviada PAU) En Cracovia, y la Sociedad de Amigos del Aprendizaje de Varsovia, que había sido fundada a finales del siglo XVIII.
La Academia de Ciencias de Polonia funciona como una sociedad aprendida que actúa a través de una corporación elegida de los principales académicos e instituciones de investigación. La Academia también, a través de sus comités, se ha convertido en un importante órgano asesor científico.
Otro aspecto de la Academia es su coordinación y supervisión de numerosos (varias docenas) institutos de investigación. Los institutos PAN emplean a más de 2.000 personas y son financiados por un tercio del presupuesto del gobierno polaco para la ciencia.
En 1989, la Academia Polaca de Artes y Ciencias en Cracovia, reanudó su existencia independiente, separada de la Academia Polaca de Ciencias, en Varsovia.

## Miembros notables
- Józef Barnaś, físico
- Andrzej Białas, físico
- Tomasz Dietl, físico
- Maria Janion, becario, crítico y teórico de literatura
- Zbigniew Jedliński, farmacéutico
- Tadeusz A. Jezierski, etólogo
- Leszek Kaczmarek, neurobiólogo
- Zofia Kielan-Jaworowska, paleontóloga
- Franciszek Kokot, nephrologist
- Stanisław Konturek, physician
- Leszek Kołakowski, filósofo
- Roman Kozłowski, paleontólogo
- Wanda Leopold, autora, traductora, y crítica literaria
- Mieczysław Mąkosza, farmacéutico
- Karol Myśliwiec, arqueólogo
- Ewa Łętowska, abogada
- Rafal Ohme, psicólogo social
- Czesław Olech, matemático
- Bohdan Paczyński, astrofísico
- Andrzej Schinzel, matemático
- Jan Strelau, psicólogo
- Piotr Sztompka, sociólogo
- Andrzej Trautman, físico
- Andrzej Udalski, astrofísico y astrónomo
- Jerzy Vetulani, pharmacologist y neurobiologist
- Jan Woleński, filósofo
- Aleksander Wolszczan, astrónomo
- Bernard Zabłocki, microbiologist y immunologist
- Stanisław Zagaja, pomólogo, profesor y director de Instituto de Investigación de Pomología y Floricultura
- Maciej Żylicz, biólogo y Presidente de la Junta de Fundación para la Ciencia Polaca

## Miembros extranjeros
- Aage Bohr, físico
- Joseph H. Eberly, físico
- Erol Gelenbe, científico de ordenador e ingeniero
- Krzysztof Matyjaszewski, el farmacéutico polaco que trabaja en la Universidad Carnegie Mellon
- Karl Alexander Müller, físico
- Roger Penrose, matemático
- Carlo Rubbia, físico
- Boleslaw Szymanski, científico de ordenador
- Chen Ning Yang, físico
- George Zarnecki, historiador de arte

## Publicaciones periódicas
- Acta Arithmetica
- Acta Ornithologica
- Acta Palaeontologica Polonica
- Acta Physica Polonica
- Annales Zoologici
- Archaeologia Polona
- Fundamenta Mathematicae